# Gouvernement intérimaire de Somalie
21 juillet 1991 – 3 janvier 1997
Entités précédentes :
- République démocratique somalie

Entités suivantes :
- Aucun gouvernement (1997-2000)
- Gouvernement national de transition (2000)

Gouvernement intérimaire de Somalie est le gouvernement de la Somalie mis en place en 1991 après la chute de Mohamed Siad Barre et de la République démocratique somalie.

## Historique
Avant 1991, le pays est une dictature militaire dirigée par Mohamed Siad Barre. Il quitte le pouvoir lors de la guerre civile de 1991 qui fait rage dans l'ensemble du pays. 
Un gouvernement intérimaire est alors formé lors de la conférence de Djibouti tenue du 15 au 21 juillet 1991.Ali Mahdi Mohamed y est élu président mais il n'arrive pas à prendre le contrôle du pays. Dès son arrivée, le pays tombe dans l'anomie, aux mains des chefs de guerre et des factions séparatistes. 
Le gouvernement est dissout en 1997 et aucun ne sera formé jusqu'en 2000 à la suite de la Conférence nationale de paix en Somalie.